# Waipatia
Waipatia (лат.) — вымерший род дельфинов из позднего олигоцена (хаттский ярус) Новой Зеландии.

## Таксономия
Типовой вид Waipatia maerewhenua известен по черепу, найденному возле 45° южной широты в Отаго. Второй вид — W. hectori — изначально был назван Microcetus hectori в 1935 году, но позднее вынесен из рода Microcetus. «Uncamentodon» был неформально отнесён к M. hectori в публикации Rothausen (1970), но из-за недостаточной диагностики и краткости описания ему присвоен статус nomen nudum. Наконец, в 2015 году M. hectori был определён как второй вид Waipatia на основе исследования дополнительного материала, включённого в голотип.